# Doug Marshall
Douglas Garrett Marshall (Visalia, 9 de setembro de 1975) é um lutador americano de artes marciais mistas, atualmente compete no Peso Médio do Bellator Fighting Championships, onde ganhou o Torneio de Médios da Oitava Temporada. Marshall também foi Campeão Meio Pesado do WEC, possui vitórias notáveis sobre Lavar Johnson, Kala Hose, Andreas Spang, Sultan Aliev e Brett Cooper.

## Carreira no MMA

### Começo da carreira
Marshall começou a lutar após ser desafiado por seu pai à competir nesse esporte em ascensão. Marshall participou de um evento do WEC e disse ao seu pai que poderia derrotar um dos lutadores dentro da gaiola, e após seu pai o desafiar a isso, com 26 anos Marshall foi a um ginásio local e começou à treinar.

### World Extreme Cagefighting
Marshall começou sua carreira no WEC como Peso Pesado, mas desceu de divisão pois a Zuffa eliminou a divisão quando comprou a organização. Ele ganhou o Peso Meio Pesado por derrotar Lodune Sincaid e em seguida o defendeu duas vezes, contra Justin McElfresh e Ariel Gandulla.
Após perder seu título para Brian Stann, Marshall deixou o WEC e começou à lutar no agora extinto Palace Fighting Championships. Depois que o PFC acabou, Marshall venceu Keith Barry por nocaute no primeiro round no evento PureCombat: Fearless em 17 de Outubro de 2009.

### Promoções independentes
Quando o Campeão dos Médios do TPF David Loiseau saiu do TPF 10, onde enfrentaria Giva Santana devido à uma lesão desconhecida, Marshall entrou em seu lugar para enfrentar Santana em uma luta de médios não válida pelo título. Ele perdeu por finalização técnica no primeiro round.
Em seguida competiu na promoção indianas Super Fight League, no SFL 3, contra Zelg Galešić. Ele perdeu a luta por nocaute no começo do primeiro round com uma joelhada voadora e socos. A viagem para a Índia foi significante para Marshall já que foi a primeira vez que ele viajou para fora dos Estados Unidos.

### Bellator Fighting Championships
Em Novembro de 2012, Marshall fez sua estréia no Bellator. Ele enfrentou o ex-Campeão dos Médios do ICON Sport, Kala Hose no Bellator 82. Ele venceu a luta por nocaute em apenas 22 segundos do primeiro round.
Em Janeiro de 2013, Bellator anunciou que Marshall competiria no Torneio de Médios da Oitava Temporada. Nas Quartas de final ocorridas no Bellator 89 contra Andreas Spang. Ele venceu a luta por nocaute no primeiro round. Marshall enfrentou Sultan Aliev nas semifinais no Bellator 92, ele venceu por decisão dividida.
Em 4 de Abril de 2013, Marshall enfrentou Brett Cooper nas finais do Torneio no Bellator 95. Ele venceu por nocaute no primeiro round e ganhou uma chance de disputar o Título dos Médios.
Marshall era esperado para lutar pelo Cinturão Peso Médio do Bellator em 7 de Setembro de 2013 no Bellator 98 contra o campeão Alexander Shlemenko, porém em 19 de Agosto, Marshall se lesionou e foi substituído pelo Finalista do Torneio da 8ª Temporada Brett Cooper. Após se recuperar da lesão, Marshall enfim lutou com Alexander Shlemenko pelo Cinturão Peso Médio do Bellator, luta marcada para o Bellator 109 em 22 de Novembro de 2013. A luta terminou no primeiro round, com o campeão Shlemenko finalizando a luta com um soco no corpo de Marshall.
Marshall enfrentou o veterano kickboxer Melvin Manhoef em 19 de Setembro de 2014 no Bellator 125. Ele foi derrotado por nocaute no primeiro round.

## Cartel no MMA
| Cartel no MMA   |             |            |
| 26 lutas        | 18 vitórias | 8 derrotas |
| Por nocaute     | 12          | 7          |
| Por finalização | 4           | 1          |
| Por decisão     | 2           | 0          |

| Res.    | Cartel | Oponente            | Método                                  | Evento                            | Data       | Round | Tempo | Local                     | Notas                                                  |
| ------- | ------ | ------------------- | --------------------------------------- | --------------------------------- | ---------- | ----- | ----- | ------------------------- | ------------------------------------------------------ |
| Derrota | 18-8   | Melvin Manhoef      | Nocaute (soco)                          | Bellator 125                      | 04/04/2014 | 1     | 1:45  | Fresno, California        |                                                        |
| Derrota | 18-7   | Alexander Shlemenko | Nocaute (soco no fígado)                | Bellator 109                      | 22/11/2013 | 1     | 4:28  | Bethlehem, Pennsylvania   | Pelo Cinturão Peso Médio do Bellator.                  |
| Vitória | 18-6   | Brett Cooper        | Nocaute (soco)                          | Bellator 95                       | 04/04/2013 | 1     | 3:39  | Atlantic City, New Jersey | Final do Torneio de Médios da 8ª Temporada.            |
| Vitória | 17-6   | Sultan Aliev        | Decisão (dividida)                      | Bellator 92                       | 07/03/2013 | 3     | 5:00  | Temecula, California      | Semifinal do Torneio de Médios da 8ª Temporada.        |
| Vitória | 16-6   | Andreas Spång       | Nocaute (soco)                          | Bellator 89                       | 14/02/2013 | 1     | 3:03  | Charlotte, North Carolina | Quartas de Final do Torneio de Médios da 8ª Temporada. |
| Vitória | 15-6   | Kala Hose           | Nocaute (soco)                          | Bellator 82                       | 30/11/2012 | 1     | 0:22  | Mt. Pleasant, Michigan    |                                                        |
| Derrota | 14-6   | Zelg Galesic        | Nocaute (joelhada voadora)              | SFL 3                             | 06/05/2012 | 1     | 0:34  | New Delhi, Delhi          |                                                        |
| Vitória | 14-5   | Richard Blake       | Nocaute (soco)                          | Twilight Fight Night - Numero Uno | 10/09/2011 | 1     | 0:21  | Woodlake, California      |                                                        |
| Derrota | 13-5   | Givanildo Santana   | Finalização Técnica (mata leão)         | Tachi Palace Fights 10            | 05/08/2011 | 1     | 0:29  | Lemoore, California       |                                                        |
| Derrota | 13-4   | Kyacey Uscola       | Nocaute (socos)                         | Tachi Palace Fights: High Stakes  | 13/09/2010 | 1     | 3:17  | Lemoore, California       |                                                        |
| Vitória | 13-3   | B.J. Lacy           | Finalização (mata leão)                 | Playboy Fight Night               | 06/03/2010 | 3     | 1:35  | Visalia, California       |                                                        |
| Vitória | 12-3   | Keith Barry         | Nocaute (socos)                         | PURECOMBAT: Fearless              | 17/10/2009 | 1     | 4:41  | Tulare, California        |                                                        |
| Vitória | 11-3   | Jaime Jara          | Decisão (dividida)                      | PFC 13                            | 08/05/2009 | 3     | 3:00  | Lemoore, California       |                                                        |
| Vitória | 10-3   | Rafael Real         | Nocaute Técnico (socos)                 | PFC 11                            | 20/11/2008 | 1     | 1:09  | Lemoore, California       | Estréia no Peso Médio                                  |
| Vitória | 9-3    | Phil Collins        | Nocaute Técnico (socos)                 | PFC 9                             | 18/07/2008 | 2     | 0:40  | Lemoore, California       |                                                        |
| Derrota | 8-3    | Brian Stann         | Nocaute (socos)                         | WEC 33                            | 26/03/2008 | 1     | 1:35  | Las Vegas, Nevada         | Perdeu o Cinturão Peso Meio Pesado do WEC              |
| Vitória | 8-2    | Ariel Gandulla      | Finalização (chave de braço)            | WEC 31                            | 12/12/2007 | 1     | 0:55  | Las Vegas, Nevada         | Defendeu o Cinturão Peso Meio Pesado do WEC            |
| Vitória | 7-2    | Justin McElfresh    | Nocaute (soco)                          | WEC 27                            | 12/05/2007 | 1     | 2:16  | Las Vegas, Nevada         | Defendeu o Cinturão Peso Meio Pesado do WEC            |
| Vitória | 6-2    | Lodune Sincaid      | Nocaute Técnico (socos)                 | WEC 23                            | 17/08/2006 | 2     | 0:51  | Lemoore, California       | Ganhou o Cinturão Peso Meio Pesado do WEC              |
| Vitória | 5-2    | Jeff Terry          | Nocaute Técnico (socos)                 | WEC 22                            | 28/07/2006 | 1     | 1:50  | Lemoore, California       |                                                        |
| Derrota | 4-2    | Tim McKenzie        | Nocaute Técnico (golpes)                | WEC 19                            | 17/03/2006 | 1     | 3:35  | Lemoore, California       | Estréia nos Meio Pesados                               |
| Derrota | 4-1    | James Irvin         | Nocaute (joelhada)                      | WEC 15                            | 19/05/2005 | 2     | 0:45  | Lemoore, California       | Pelo Cinturão Peso Pesado do WEC                       |
| Vitória | 4-0    | Carlos Garcia       | Nocaute (socos)                         | WEC 12                            | 21/10/2004 | 1     | 2:46  | Lemoore, California       |                                                        |
| Vitória | 3-0    | Anthony Arria       | Finalização (chave de braço)            | WEC 10                            | 21/05/2004 | 1     | 0:22  | Lemoore, California       |                                                        |
| Vitória | 2-0    | Lavar Johnson       | Nocaute Técnico (interrupção do córner) | WEC 9                             | 16/01/2004 | 1     | 5:00  | Lemoore, California       |                                                        |
| Vitória | 1-0    | Anthony Fuller      | Finalização (golpes)                    | WEC 8                             | 17/10/2003 | 1     | 0:32  | Lemoore, California       |                                                        |